# Congoglanis
Congoglanis es un género de peces actinopeterigios de agua dulce, distribuidos por ríos del centro de África.

## Especies
Existen solamente cuatro especies reconocidas en este género:
- Congoglanis alula (Nichols y Griscom, 1917)
- Congoglanis howesi Vari, Ferraris y Skelton, 2012
- Congoglanis inga Ferraris, Vari y Skelton, 2011
- Congoglanis sagitta Ferraris, Vari y Skelton, 2011